# Cyclosa haiti
Cyclosa haiti là một loài nhện trong họ Araneidae.
Loài này thuộc chi Cyclosa. Cyclosa haiti được Herbert Walter Levi miêu tả năm 1999.